# Niebla (telenovela)
Niebla é uma telenovela mexicana, produzida pela Televisa e exibida em 1961 pelo Telesistema Mexicano.

## Elenco
- Amparo Rivelles
- Ernesto Alonso
- Prudencia Griffel
- Susana Cabrera
- Luis Bayardo
- Bertha Moss
- Judy Ponte
- Jana Kleinburg
- Ramón Bugarini
- Firulais